# À la santé des Danois
À la santé des Danois est un épisode de la série télévisée d'animation Les Simpson. Il s'agit du vingtième épisode de la vingt-neuvième saison et du 638e épisode de la série.

## Synopsis
Homer se réveille et se rend compte que la maison est inondée, et qu'il ne rêve pas. Marge avait demandé à son mari d'accrocher le tableau au-dessus du canapé, et s'y reprenant à plusieurs fois, le clou avait transpercé la conduite d'eau. L'assurance n'accepte de les rembourser qu'une petite somme et ils doivent se reloger temporairement en attendant les travaux de réparation. Le grand-père Abraham vient demander de l'argent pour financer une opération dont il refuse de parler. Lisa se renseigne sur internet et découvre qu'au Danemark les soins médicaux sont gratuits. La famille s'envole pour Copenhague en attendant d'opérer Abraham. Alors que toute la famille tombe sous le charme du pays, Homer ne rêve que de retourner à Springfield...

## Réception
Lors de sa première diffusion l'épisode a attiré 2,14 millions de téléspectateurs.